# 가뢰과
가뢰과는 딱정벌레목 거저리과에 속하는 과 분류이다. 성충은 초식성 곤충이지만 애벌레 시기에 육식을 하는 종류도 있다. 먹이식물에서 얻은 독성 물질인 칸타리딘(Cantharidin)을 갖고 있어서 피부에 염증을 일으킬 수 있으므로, 가뢰를 채집할 때 맨손으로 잡는 것은 좋지 않다고 한다. 하지만 가뢰의 칸다리딘은 약재로 쓰이며, 가뢰를 건조시켜 피부염 치료제, 이뇨제, 통증완화제로 쓰기도 한다. 가뢰는 반묘(斑猫)라 하는데, 이 때문에 길앞잡이류와 혼동하기도 한다.

## 한국의 가뢰
- 남가뢰
- 둥글목남가뢰
- 좀남가뢰
- 먹가뢰
- 청가뢰